# Egon Rusch
Egon Rusch (* 18. September 1928 in Hörbranz) ist ein ehemaliger österreichischer Amateurboxer.

## Boxkarriere
Er wurde 1955 Österreichischer Meister im Weltergewicht (60–63,5 kg), 1956 und 1958 Österreichischer Meister im Halbmittelgewicht (63,5–71 kg), 1957 und 1959 Österreichischer Meister im Mittelgewicht (71–75 kg) sowie 1963 Österreichischer Meister im Halbschwergewicht (75–81 kg).
Er nahm 1960 im Mittelgewicht an den Olympischen Sommerspielen von Rom teil, wo er jedoch im bereits ersten Kampf dem Südafrikaner Frederik Van Rooyen nach Punkten unterlag. Mit 31 Jahren und 343 Tagen ist er zudem der bislang älteste österreichische Olympiateilnehmer im Boxen.

## Weiteres
Sein Sohn Egon Rusch junior stellte 1985 und 1988 Weltrekorde im Feuerschlucken auf.